# Šarbel Makhluf
Šarbel Makhluf (arap. مار شربل‎, fra. Charbel Maclouf; Beka Kafra, 8. svibnja 1828. – Annaya, 24. prosinca 1898.), maronitski svećenik i svetac Katoličke Crkve.

## Životopis
Rodio se 1828. godine u libanonskoj siromašnoj maronitskoj obitelji kod mjesta Beka Kafra. Na krštenju mu je dano ime Josip. Nakon što je rano ostao bez oca, majka mu se preudala. Živeći skromnim životom, s trinaest godina stupa u Marijin samostan libanonskoga Antunova reda kod Maifuqa.
1851. polaže redovničke zavjete i uzima si novo ime Šarbel. Živio je asketskim životom te je nakon teološkoga studija u samostanu sv. Ciprijana, zaređen je za svećenika 1859. Od 1875. s poglavarom samostana odlazi u brdski samostan sv. Petra i Pavla. Tamo je umro 1898. godine. Njegovo je tijelo čudom ostalo očuvano.

## Štovanje
Papa Pavao VI. proglasio ga je blaženim 5. prosinca 1965., a svetim 1977. Šarbelovo ime uneseno je u Opći kalendar Crkve na što ih je potakla i Sinoda libanonskih biskupa 1995. i solidariziranje s teškim stanjem kršćana na Bliskom istoku. Veliki je zaštitnik obiteljske molitve. Časti se kao Svetac mira.

## U umjetnosti
- Charbel: The Movie (2009)[4]

## Vanjske poveznice
Ostali projekti
|  | Zajednički poslužitelj ima još gradiva o temi Šarbel Makhluf |

Mrežna mjesta
- Sveti Sarbelije Makhlouf, www.vjeraidjela.com
- Charbel Makhluf, Kongregacija za kauze svetaca (tal.)
- Sveti Šarbel  Arhivirana inačica izvorne stranice od 6. kolovoza 2022. (Wayback Machine), službeno mrežno mjesto (engl.)
- Devetnica svetom Šarbelu, www.medjugorje-info.com